# Euclemensia bassettella
Euclemensia bassettella är en fjärilsart som beskrevs av James Brackenridge Clemens 1864. Euclemensia bassettella ingår i släktet Euclemensia och familjen fransmalar. Inga underarter finns listade i Catalogue of Life.